# 나라자키 세이고
나라자키 세이고(일본어: 楢﨑 正剛, 1976년 4월 15일 ~ )는 일본의 전 축구 선수로 현역 시절 요코하마 플뤼겔스와 나고야 그램퍼스 등에서 골키퍼로 활약했으며 일본 축구 국가대표팀의 일원으로도 활약했다.

## 축구인 생활

### 선수 생활
나라자키는 나라 이쿠에이 고등학교 졸업 이후 1995년 요코하마 플뤼겔스에서 J리그에 데뷔하였고, 1998년 팀의 천황배 우승에 크게 기여하였다. 하지만 1999년 팀이 요코하마 마리노스에 흡수 합병되자 나고야 그램퍼스 에이트로 이적하였고, 그 해 천황배 우승에 공헌하였다.

### 국가 대표 생활
나라자키는 1998년 2월 15일 오스트레일리아와의 경기로 국가대표팀에 데뷔하였고, 2002년 FIFA 월드컵에서는 주전으로 활약하며 팀의 16강을 이끌었다. 4번의 FIFA 월드컵, 3번의 AFC 아시안컵에도 출전했다. 그는 2010년까지 국제 A매치 통산 77경기에 출전했다.

## 통계
| 일본 | 일본 | 일본 |
| 연도 | 출전 | 득점 |
| ---- | ---- | ---- |
| 1998 | 2    | 0    |
| 1999 | 3    | 0    |
| 2000 | 9    | 0    |
| 2001 | 1    | 0    |
| 2002 | 10   | 0    |
| 2003 | 12   | 0    |
| 2004 | 9    | 0    |
| 2005 | 4    | 0    |
| 2006 | 0    | 0    |
| 2007 | 1    | 0    |
| 2008 | 12   | 0    |
| 2009 | 6    | 0    |
| 2010 | 8    | 0    |
| 통산 | 77   | 0    |

## 수상

### 개인
- 1996년 J리그 베스트 11
- 1998년 J리그 베스트 11
- 2003년 J리그 베스트 11
- 2008년 J리그 베스트 11
- 2010년 J리그 베스트 11, MVP ※골키퍼 최초의 MVP

### 클럽
- 요코하마 플뤼겔스
  - 천황배 전일본 축구 선수권 대회 우승 1회 : 1998년
- 나고야 그램퍼스 에이트
  - 천황배 전일본 축구 선수권 대회 우승 1회 : 1999년

### 국가대표팀
- 2001년 FIFA 컨페더레이션스컵 준우승
- 2004년 AFC 아시안컵 우승
- 2007년 AFC 아시안컵 4위